# Hôtel de Stainville
L’hôtel de Stainville est un édifice situé dans la ville de Nancy, dans le département Meurthe-et-Moselle, en région Lorraine (Grand Est).

## Situation
Le bâtiment est situé 9 rue Mably à Nancy.

## Histoire
Cet hôtel particulier fut édifié en 1619 pour Pierre de Stainville, grand Doyen de la Primatiale.

## Architecture
L'édifice utilise la brique et la pierre comme matériaux de construction : briques rouges avec le motif de diamant réalisé en briques noires
Le porche est surmonté d'un buste du duc Henri II de Lorraine.
Les façades, le vestibule d'entrée, l'escalier et les toitures sont inscrits au titre des monuments historiques par arrêté du 15 mai 1944.